# Могутні морфи: Рейнджери сили
«Могутні морфи: Рейнджери сили» (англ. Mighty Morphin Power Rangers: The Movie) — американський супергеройський фільм 1995 року, знятий на основі другого сезону дитячого телесеріалу «Могутні рейнджери». Фільм мав великий касовий успіх, але отримав негативну оцінку критиків

## Сюжет
Після шести тисяч років ув'язнення в гіперв'язниці на волі опиняється підступний лиходій Айвен Оз. Його мета — завоювати Землю, а заодно і помститися своєму заклятому ворогові, наставнику Рейнджерів — Зордону.
Рейнджери повинні відправитися на іншу планету в пошуках втраченої Великої Сили, яка поверне їм здатність перетворення у надприродних воїнів, які керують величезними бойовими роботами-динозордами. Вони — остання надія Всесвіту і єдина зброя, що здатна перемогти лиходія.

## У ролях
| Актор                | Роль                               |
| -------------------- | ---------------------------------- |
| Каран Ешлі           | Айша Кемпбел, Жовтий Рейнджер      |
| Джонні Янг Бош       | Адам Парк, Чорний Рейнджер         |
| Стів Карденас        | Рокі Десантос, Червоний Рейнджер   |
| Джейсон Дейвід Френк | Томмі Олівер, Білий Рейнджер       |
| Емі Джо Джонсон      | Кімберлі Гарт, Рожевий Рейнджер    |
| Девід Йост           | Біллі Кренстон, Блакитний Рейнджер |
| Пол Шраєр            | Товстий                            |
| Пол Фрімен           | Айвен Оз                           |
| Габріель Фіцпатрік   | Дульсея                            |
| Ніколас Белл         | Зордон                             |
| Керрі Кейсі          | Голдар                             |
| Джеймі Крофт         | Фред Келман                        |